# Puig de Cantallops (Beuda)
|  | Aquest article tracta sobre cim de Puig de Cantallops de Beuda. Vegeu-ne altres significats a «Puig de Cantallops (Begur)». |

El Puig de Cantallops és una muntanya de 438 metres que es troba al municipi de Beuda, a la comarca catalana de la Garrotxa.